# Kaki Bukit (stacja metra)
Kaki Bukit – podziemna stacja Mass Rapid Transit (MRT) w Singapurze, która jest częścią Downtown Line. Została otwarta 21 października 2017. Stacja znajduje się w Bedok, wzdłuż Kaki Bukit Avenue 1, w pobliżu skrzyżowania z Jalan Damai.